# Marijan Poljšak
Marijan Poljšak, slovenski politik, poslanec in župan, * 8. september 1945, Ajdovščina

## Življenjepis
Rojen v Ajdovščini.
Leta 1970 je diplomiral na Fakulteti za kemijo in kemijsko tehnologijo, Univerze v Ljubljani.

### Delovanje v Državnem zboru
Leta 1992 je bil kot poslanec SNS izvoljen v 1. državni zbor Republike Slovenije; v tem mandatu je bil član naslednjih delovnih teles:
- Komisija za spremljanje in nadzor lastninskega preoblikovanja družbene lastnine,
- Komisija za narodni skupnosti (do 24. novembra 1994),
- Komisija za lokalno samoupravo (do 6. oktobra 1994),
- Odbor za zdravstvo, delo, družino in socialno politiko,
- Odbor za gospodarstvo (do 31. decembra 1994),
- Odbor za nadzor proračuna in drugih javnih financ (do 31. januarja 1996),
- Odbor za notranjo politiko in pravosodje (6. oktober 1994–25. maj 1995),
- Odbor za spremljanje uresničevanja Resolucije o izhodiščih zasnove nacionalne varnosti Republike Slovenije (do 25. maja 1995) in
- Preiskovalna komisija za parlamentarno preiskavo o sumu zlorabe javnih pooblastil v poslovanju podjetij HIT d.o.o., Nova Gorica, Elan, Slovenske železarne, banke, ki so v sanacijskem postopku, dodelite koncesij za uvoz sladkorja tudi za potrebe državnih rezerv.

### Delovanje v občinski politiki
Leta 2000 je bil na nadomestnih volitvah izvoljen za župana Občine Ajdovščina in jo vodil neprekinjeno 14 let, do leta 2014, ko ga je na lokalnih volitvah v prvem krogu premagal kandidat SD, Tadej Beočanin.
Leta 2022 je s podporo Socialistične partije slovenije (SPS) znova vložil kandidaturo za župansko mesto. Dosegel je 4,9% glasov in se s tem uvrstil na 3. mesto med štirimi kandidati.

### Civilnodružbeno delovanje
Je ustanovitelj gibanja Zveza skupin za narodno državo.